# Phoumi Vongvichit
Phoumi Vongvichit (ur. 6 kwietnia 1909 w Xieng Khouang, zm. 7 stycznia 1994) – laotański polityk, p.o. prezydenta Laosu od października 1986 do sierpnia 1991.

## Życiorys
Ukończył wyższe studia historyczne. Brał udział w walkach niepodległościowych z kolonizatorami francuskimi, potem z siłami amerykańskimi; działał w Ludowej Partii Laosu i wchodził w skład jej kierownictwa. W powołanym w 1957 pierwszym rządzie jedności narodowej objął tekę ministra oświaty; był więziony po obaleniu tego rządu (1959). W kolejnym rządzie jedności został ministrem informacji (1962). Po interwencji wojskowej USA, wspierającej laotańskie siły prawicowe, był jednym z przywódców walk z Amerykanami; w 1970 został wybrany na przewodniczącego Patriotycznego Frontu Laosu.
Po proklamowaniu Laotańskiej Republiki Ludowo-Demokratycznej w 1974 ponownie wszedł w skład rządu, tym razem jako minister spraw zagranicznych i szkolnictwa. W 1979 został wicepremierem. Był członkiem Biura Politycznego Komitetu Centralnego Laotańskiej Partii Ludowo-Rewolucyjnej. 29 października 1986, po złożonej rezygnacji przez prezydenta księcia Souphanouvonga (ze względu na zły stan zdrowia), Vongvichit został powołany na mocy dekretu najwyższych władz na p.o. prezydenta. Pełnił funkcję tymczasowej głowy państwa do sierpnia 1991 (zastępując Souphanouvonga, który pozostał formalnie prezydentem); odszedł w 1991 także z Biura Politycznego.
Źródła:
- Encyklopedia. Świat w przekroju 1988, Warszawa 1989 (tu podany rok urodzenia 1922)